# チャールズ・スタークウェザー
チャールズ・レイモンド・スタークウェザー（Charles Raymond Starkweather、1938年11月24日 – 1959年6月25日）は、当時19歳の1957年11月から1958年1月にかけて、ネブラスカ州とワイオミング州で11人を殺害したアメリカの連続殺人犯。1958年1月21日から逮捕日の1月29日の間に10名を殺害し、1958年の犯行においては14歳の恋仲であるキャリル・アン・フューゲートが同伴していた。
スタークウェザーとフューゲートは両名とも殺人事件に関与した罪で有罪判決を受け、 前者は死刑を宣告され事件から17ヶ月後に刑が執行された。フューゲートは17年間服役し、1976年に釈放されている。1959年に執行されたスタークウェザーの電気椅子による処刑は、1994年にハロルド・ラモント・オテイが殺人罪で処刑されるまで、最後に執行されたネブラスカの死刑であった。
スタークウェザー事件は、犯罪学者や心理学者によって、連続殺人犯の動機や誘発要因を解明するために分析された。また、リンドバーグ愛児誘拐事件のように、全国的に有名になった初期の犯罪の1つとして同事件は悪名高くなり、当時事件を報道したメディアは公然とスタークウェザーを非難した。

## 経歴
チャールズ・スタークウェザーはネブラスカ州リンカーンで父ガイと母ヘレン・スタークウェザーの7人兄弟の四男として生を受けた。スタークウェザー家は労働者階級の一家で、父親のガイは大工だったが、両手の関節リウマチのために度々失業しており、母親のヘレンが家計を支えるべくウェイトレスとして働いていた。ガイ・スタークウェザーはチャールズの裁判で、息子を窓から突き落としたことを認めており、後にヘレンはガイの行為が極めて残虐であったことを理由に離婚している。
スタークウェザーはサラトガ小学校、アービング中学校、リンカーン高校に在籍した。家庭での生活とは対照的に、暗い学校生活を送っていたと述懐している。スタークウェザーは軽度の先天異常である内反膝を持って生まれ、言語障害をクラスメートに揶揄されたと主張している。一方で小学校の担任教師は、スタークウェザーがからかわれていた記憶はないと語っている。
成長して強くなるにつれて、スタークウェザーが唯一秀でた科目は体育であり、そこで自身が受けたいじめへの怒りのはけ口を見つけ、その後、かつて自分をいじめた者たちをいじめるようになった。やがて気に入らない人間に対して憤りを感じるようになり、作家のジンジャー・ストランドは、獄中から送られてきたスタークウェザーの手紙からは階級への強い羨望と恨みが読み取れると語っている。高校時代の友人ボブ・フォン・ブッシュは後にこう回想している。
彼は多分、今まで会った中で最も親切な人だ。彼は気に入った人のためなら何でもするさ。一緒に過ごした時間はとても楽しかったよ。彼にとっては、すべてが単なるジョークに過ぎなかった。だけど、彼には別の一面もあった。とてつもなく意地悪で、残酷な一面がね。もしも街で自分より背が高くて、容姿が整っていて、お洒落な奴を見かけたら、そいつを自分と同じ身長まで縮めようとするだろうさ。
スタークウェザーが学校を中退するころには、彼の暴力的な傾向から家族から恐れられていたとされている。

## キャリル・アン・フューゲートとの関係
1956年、18歳の時、スタークウェザーは13歳のキャリル・アン・フューゲートに紹介された。スタークウェザーは4年目に高校を中退し、新聞倉庫で働き始めた。理由は勤務先がフューゲートの学校に近かったからであり、毎日放課後に彼女のもとを訪れるようになっていた。
スタークウェザーはフューゲートに運転を教えたが、ある日彼女がスタークウェザーの父親の車を大破させたため、チャールズは実家から追放された。倉庫の仕事を辞め、ごみ収集員に転職した。
スタークウェザーは虚無主義的な世界観を展開し始め、自身の現状が残りの人生をどう生きるかの最終的な決定要因であると考え、一方で生物学的な欲求を満たし、他者に対する権力を獲得することだけに邁進した。やがて銀行強盗を企てるようになり、"Dead people are all on the same level（死人はみんな同じレベルだ）"という独自の哲学に到達した。

## 最初の殺人
1957年11月30日深夜、スタークウェザーはリンカーンのガソリンスタンド従業員のロバート・コルバートに対し、クレジットカードで動物のぬいぐるみを買うことを拒まれたため憤慨した。夜中に幾度も戻ってきて小物を買い、最後にはショットガンを取り出してコルバートにレジの100ドルを渡すよう強要した。コルバートを人里離れた場所まで車で連れて行き、そこで銃を巡って争いになり、コルバートを負傷させた後、数発の銃弾を頭部に撃ち込み射殺した。

## 1958年の連続殺人事件
1958年1月21日、スタークウェザーはフューゲートの家を訪問した。フューゲートの母親ヴェルダと継父マリオン・バートレットは、彼に近づくなと警告するも、スタークウェザーは2人を射殺した。さらに2歳の娘ベティ・ジーンを撲殺し、全員の遺体を家の裏の小屋と鶏小屋に隠した。
後にスタークウェザーは、フューゲートはずっと現場にいたと主張しているが、フューゲートは帰宅すると、スタークウェザーが銃を持っており、家族が人質に取られていたと主張している。フューゲートはスタークウェザーに自身に協力すれば家族に手出しはしないという旨の発言を受けたと語った。1月27日、2人はフューゲイトの祖母から通報を受けた警察が到着する直前まで家にいた。警察が押し入ったところ、中には誰もおらず、荒らされた形跡は無かった。数日後、チャールズの弟ロドニーと友人のボブ・フォン・ブッシュが家と敷地内を捜索し、隠されていた死体を発見。警察はスタークウェザーとフューゲイトの逮捕に乗り出した。
スタークウェザーとフューゲートは、家族の友人であるネブラスカ州ベネット在住のオーガスト・メイヤーの農家へと車を走らせた。スタークウェザーは散弾銃で頭部を撃ち、メイヤーは即死し、飼い犬も殺害した。
その地域から逃走した2人は、車で泥の中に突っ込んで乗り捨てた。地元のティーンエイジャーであるロバート・ジェンセンとキャロル・キングが彼らを乗せようと立ち寄ると、スタークウェザーはベネットの廃墟となったストームセラーまで運転するよう強要した。スタークウェザーはジェンセンの後頭部を銃撃した後、キングをレイプしようと試みたが、未遂に終わっている。スタークウェザーはキングに激怒し、射殺した。後にスタークウェザーはジェンセンを撃ったことを認めたが、フューゲートがキングを撃ったと主張した。フューゲートはその時車から一歩も出ていないと主張している。2人はジェンセンの車でベネットから逃走した。
リンカーンの富裕層の地区に車を走らせ、実業家チェスター・ラウアー・ウォードとその妻クララの家に侵入。スタークウェザーはメイドのリュドミーラ・"リリヤン"・フェンクルを刺殺し、ラウアーとクララの帰宅を待った。ウォード夫妻の警戒を避けるべく、ペットの犬の首を折って殺害し、先に帰宅したクララは刺殺された。スタークウェザーは後にクララにナイフを投げつけたことを認めたが、フューゲートが何度も刺して殺害したと主張している。その夜、ラウアー・ウォードが帰宅するとスタークウェザーに射殺された。ウォードの家に新聞が届き、自分たちとフューゲートの殺害された家族の一面の写真を切り抜いた。後にこれらの写真は発見され、家族の死を認知していなかったというフューゲートの主張に疑問が投げかけられた。スタークウェザーとフューゲートは、ウォードの所有する黒の1956年式パッカードに邸内から盗んだ宝石を詰め込み、ネブラスカから逃亡した。
ウォード夫妻とフェンクルが殺害された事件は、ネブラスカ州ランカスター郡内を騒然とさせた。世間の恐怖は、当時の「青少年非行に対するパニック」によって煽られた。この地域の法執行機関は警官を派遣して一軒一軒調査し犯人を捜索した。ネブラスカ州知事のビクター・エマニュエル・アンダーソンはNebraska National Guardに連絡し、リンカーン警察署長は同市のブロックごとの捜索を要請した。何件ものスタークウェザーとフューゲートの目撃情報が寄せられた後、リンカーン警察は2人を捕らえられなかった無能であると非難を浴びた。自警団が結成され、地元の保安官マール・カーノップは、バーで見つけた男たちを武装させて民兵隊を結成し始めた。
ウォードのパッカードが特定されたために新しい車を求めていた2人はワイオミング州ダグラスの郊外の幹線道路沿いで、ビュイックの車内で睡眠を取っていた巡回セールスマンのマール・コリソンを発見する。目を覚ましたコリソンは銃撃を受け、致命傷を負った。。
コリソンの車にはパーキングブレーキが付いており、スタークウェザーにとっては目新しいものだった。スタークウェザーが車を出そうとした折、ブレーキが解除されていなかったために車がエンストし、エンジンを再始動させようとしたところ、通りかかった地質学者のジョー・スプリンクルに助けられた。スタークウェザーはライフルでスプリンクルを脅迫し、口論に発展する。この時、ナトロナ郡のウィリアム・ローマー保安官代理が現場に到着した。フューゲートはローマーに駆け寄り、"It's Starkweather! He's going to kill me!（こいつがスタークウェザーよ！私を殺すつもりだわ！）"という旨の発言をした。
スタークウェザーは車で走り去り、ローマー、ダグラス警察署長のロバート・エインズリー、コンバース郡保安官のアール・ヘフリンの3人の警察官と100mph（160km）を超える速度でカーチェイスを繰り広げた。ヘフリンが発砲した弾丸はフロントガラスを粉砕し、スタークウェザーは飛散したガラス片に深く切りつけられ出血した。停車後に降伏し、1958年1月29日にダグラス近郊で逮捕された。ヘフリンは、"He thought he was bleeding to death. That's why he stopped. That's the kind of yellow son of a bitch he is.（奴は失血死すると思ったから停車したのだろう。奴は臆病者のクソ野郎だ）"と語っている。

## 裁判と処刑
スタークウェザーはワイオミング州からネブラスカ州への引き渡しを選択し、フューゲートとともに1958年1月下旬にネブラスカ州に到着した。当時ワイオミング州知事を務めていたミルワード・シンプソンが死刑制度に反対していたことをスタークウェザーは認知していなかったため、いずれかの州で死刑が執行されるだろうと信じていた。スタークウェザーは最初に、自身がフューゲートを誘拐し、彼女は殺人に一切関与していないと語った。しかし、スタークウェザーは幾度か主張を覆している。裁判でフューゲートが不利になる証言をし、彼女は積極的に犯行を手伝ったと述べた。
フューゲートは、スタークウェザーが家族を殺すと脅迫して自身を人質にしたと主張し続けてきたが、彼女は家族がすでに死んでいるとは知らなかったと主張した。ハリー・A・スペンサー判事は、フューゲートがスタークウェザーに人質にされたとは考えず、彼女には何度も逃げる機会があったと判断した。スタークウェザーが裁判の後、ネブラスカ刑務所に最初に連行されたとき、自分が死ぬことになるだろうと信じていたと言った。自分が処刑されるなら、フューゲートも処刑されるべきだとも発言している。
スタークウェザーは、陪審員のわずか22時間の評議の後、彼が裁判にかけられた唯一の殺人であるジェンセン殺害の罪で有罪判決を受けた。1958年5月23日、死刑を宣告され、1959年6月25日午前12時4分、ネブラスカ州リンカーンのNebraska State Penitentiaryで電気椅子で処刑された。処刑の30分前、スタークウェザーの死亡を宣告する予定だった医師、B.A.フィンケルが致命的な心臓発作に見舞われた。 スタークウェザーは辞世の句を残さなかったが、刑務所から両親に宛てた手紙に"but dad I'm not real sorry for what I did cause for the first time me and Caril have (〔ママ〕) more fun.（俺とキャリルは今まで一番楽しい時間を過ごせたんだから、本当に後悔してるわけじゃないよ）"と述べた。伝えられるところによれば、スタークウェザーは差し迫った死について無関心であったという。
処刑後、スタークウェザーはウォード夫妻を含む犠牲者5人と同様、リンカーンのウィウカ墓地に埋葬された。
フューゲートは共犯として有罪判決を受け、1958年11月21日に終身刑の判決を受けた。彼女は、ネブラスカ州ヨークのNebraska Correctional Center for Womenで17年半服役した後、1976年6月に仮釈放された。後にミシガン州に定住した。

## 犠牲者
1. ロバート・コルバート（Robert Colvert, 21歳） - ガソリンスタンド店員
2. マリオン・バートレット（Marion Bartlett, 58歳）- フューゲートの継父
3. ヴェルダ・バートレット（Velda Bartlett, 36歳）- フューゲートの母
4. ベティ・ジーン・バートレット（Betty Jean Bartlett, 2歳） - フューゲートの妹
5. オーガスト・マイヤー（August Meyer, 70歳）- スタークウェザーの家族の友人
6. ロバート・ジェンセン（Robert Jensen, 17歳）- キャロル・キングの恋仲
7. キャロル・キング（Carol King, 16歳）- ロバート・ジェンセンの恋仲
8. リリアン・フェンクル（Lillian Fencl, 51歳）- ウォード家のメイド
9. クララ・ウォード（Clara Ward, 50歳) - チェスター・ラウアー・ウォードの妻
10. チェスター・ラウアー・ウォード（Chester Lauer Ward , 47歳）- 実業家
11. マール・コリソン（Merle Collison, 34歳）- 巡回セールスマン

スタークウェザーによって2匹の犬も犠牲となった。

## 文化的影響

### 映画とテレビにおいて
- 映画The Sadist（英語版）（1963）、地獄の逃避行（1973）、Guncrazy（英語版）（1992年）、カリフォルニア（1993年）、ナチュラル・ボーン・キラーズ（1994年）、Starkweather（英語版）（2004年）はスタークウェザーとフューゲートの事件からインスピレーションを得ている[40]。

- TVシリーズ「Naked City（英語版）」 - 1962年のエピソード「A Case Study of Two Savages」はスタークウェザー殺人事件にインスパイアされている（カップルを演じたのはリップ・トーンとチューズデイ・ウェルド）。
- ネーム・オブ・ザ・ゲーム - 第1シーズンのロバート・スタックのエピソード「The Bobby Currier Story」は同事件をベースにしている。
- マーダー - スタークウェザーの伝記を描いており、ティム・ロスが主演を務める。

- さまよう魂たち - スタークウェザーのインスピレーションを受けて連続殺人を繰り返す殺人者が登場し、共犯者は女性である。

- Deadly Women（英語版） - シーズン4の第4話「Dangerous Liaisons」（2010年9月2日放送）で事件が取り上げられている。

- A Crime to Remember（英語版） - シーズン4のプレミアエピソード (2016年12月6日放送) である「Teenage Wasteland」で、スタークウェザーとフューゲートによる事件が取り上げられている。

- Breakout Kings（英語版） - シーズン1第7話「Fun with Chemistry」でスタークウェザーとフューゲートが連続殺人犯として言及されている。

- The 12th Victim（2023） - 同作では事件におけるフューゲートの役割に焦点を当てている。

### 文学
- Ceremony at Lone Tree - ライト・モリス（英語版）が手掛けた1960年の小説。スタークウェザーの殺人事件に部分的に基づいている[41]。

- Caril - ニネット・ビーバーが手掛けた非公認のキャリル・アン・フゲートの伝記。

- Outside Valentine（英語版） - 被害者のチェスター・ラウアー・ウォードとクララ・ウォードの孫娘であるリザ・ウォードが手掛けた小説。スタークウェザーとフューゲートの事件を題材にしている。

- Not Comin' Home to You - ローレンス・ブロックの小説。スタークウェザーとフューゲートの事件に似た描写が存在する。

- ホラー作家のスティーヴン・キングは、若い頃にスタークウェザーの殺人事件について読んで強い影響を受け、事件に関する記事をスクラップブックに保管していたと述べた[42]。 スタークウェザーはキングの小説「ザ・スタンド」で、同作の主要な敵であるRandall Flagg（英語版）の知人として言及されている。

### 視覚芸術
- 2011年、アート写真家クリスチャン・パターソン（英語版）が2005年から2010年まで毎年1月にスタークウェザーとフューゲートが横断した500マイルのルートに沿って撮影した写真集「Redheaded Peckerwood」をリリースした[43]。同写真集には、スタークウェザー、フューゲート、およびその犠牲者が所有していた物品の資料と写真の複製が含まれており、パターソンは写真撮影中にこれらの物品のいくつかを発見した[44]。
- コミックブックシリーズ「Northlanders（英語版）」の2010年のストーリー・アーク「Metal」では、スタークウェザーの殺人事件をモチーフにしている[45]。

### 音楽
- ブルース・スプリングスティーンの1982年の曲Nebraska（英語版）はスタークウェザーの殺人事件をベースにした一人称の物語である。
- J Church（英語版）の1993年の曲「Hate So Real」、スタークウェザーの殺人事件の内容が歌詞となっている。
- ビリー・ジョエルの1989年のシングル「ハートにファイア」の曲「We Didn't Start the Fire」の歌詞で事件が言及されている。
- チャーチ・オブ・ミザリーの2009年の曲「Badlands (Charles Starkweather & Caril Fugate)」はスタークウェザー殺人事件について歌っている。

- モリッシーの2019年のライブツアーの曲「Jack The Ripper」の背景としてスタークウェザー逮捕の写真が使用された。

- Nicole Dollanganger（英語版）の2012年の曲「Nebraska」では、スタークウェザー殺人事件の出来事が詳細に説明されている。

- バンド「Blood for Blood（英語版）」の1997年の7インチ「Enemy」（英語版）のジャケットにチャールズ・スタークウェザーの写真を使用している。

- フィラデルフィアのメタルコアバンド「Starkweather（英語版）」はチャールズ・スタークウェザーが名前の由来となっている。

### ビデオゲーム
- ライオネル・スタークウェザー - ジェフリー・ライオネル・ダーマーとチャールズ・スタークウェザーを名前の由来とするスナッフ映画監督で、ステルスホラーゲーム「マンハント」の主要な敵である。